# Frédéric Samuel Ostervald

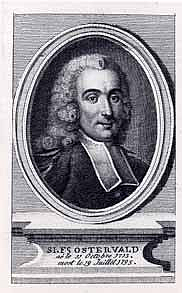
Frédéric Samuel Ostervald

Frédéric Samuel Ostervald (* 11. Oktober 1713 in Neuenburg; † 19. Juli 1795 ebenda) war ein Verleger, Autor und Politiker. Er entstammte einer alten Patrizier-Familie aus Neuenburg.

## Leben und Wirken
Frédéric Samuel Ostervald war der Sohn des Pfarrers Frédéric Ostervald (1683–1740) und der Marguerite Chaillet (* ca. 1686). Sein Großvater war Henri Ostervald. Ostervald absolvierte zunächst eine Bank- oder Handelslehre. Als Autor verfasste er 1757 ein Lesebuch über Geographie, es erschien in mehreren Auflagen, sowie 1764 eine Beschreibung des Fürstentums Neuenburg.
Seit dem Jahre 1744 war er mit Marie Suzanne d’Amberloz (* ca. 1721) der Tochter des Jean d’Amberloz aus Rouen verheiratet. 1746 wurde er Mitglied des Großen Rates, grand conseil der Stadt Neuchâtel, ab dem Jahre 1751 bestimmte man ihn für den Kleinen Rat, petit conseil, dann als Mitglied der Quatre-Ministraux (das war die städtische Exekutive der Stadt Neuenburg). 1757 wurde er zum Vorsteher des Stadtrates, maître-bourgeois en chef gewählt und dann für die Zeit von 1762 bis 1771 zum Bannerherrn (Banneret) und damit zum Anführer der städtischen Miliz bestimmt. Seine Tochter Marie Anne Élisabeth Bertrand war von 1786 bis 1799 Leiterin des Philanthropin (Frankenthal/Pfalz).
Ostervald gründete mit seinem Schwiegersohn, dem reformierten Pfarrer und Gymnasiallehrer Jean-Élie Bertrand (1737–1779), Jonas-Pierre Berthoud und dem Buchhändler Samuel Fauche (1732–1803) im Jahre 1769 die Société typographique de Neuchâtel (STN). Aber schon im Jahre 1772 wurde Samuel Fauche von seinen Teilhabern aus dem gemeinsamen Verlagsprojekt ausgeschlossen, weil sie sich durch die Entscheidung zum Druck eines anstößigen Pamphlets hintergangen fühlten. Später gründete Fauche eine eigene Verlagsbuchhandlung.
Die Société typographique war eine große Verlagsbuchhandlung jenseits der französischen Grenze, die im 18. Jahrhundert das Gebiet des Ancien Régime mit Raubdrucken und verbotenen Büchern versorgte. Von 1707 bis 1805, von 1815 bis 1848, und formal auch noch bis 1857 waren die Grafschaft (später Fürstentum) Neuchâtel und die Stadt Neuchâtel dem König von Preußen in Personalunion verbunden.
In der Zeit als Leiter der Société typographique von 1769 bis 1789 veröffentlichte er 1771 etwa einen Raubdruck von Paul Henri Thiry d’Holbach System der Natur entgegen der Ächtung durch die unter dem Namen „Vénérable Compagnie des Pasteurs“ agierende Selbstorganisation der reformierten Pfarrer und den Staatsrat. Ostervald musste daraufhin von seinem Amt als Banneret zurücktreten. Im Jahre 1782 erhielt er aber wieder einen Sitz im Kleinen Rat, petit conseil.

## Schriften (Auswahl)
- Géographie historique: avec un cours de géographie élémentaire. A. Wagner, 1761.
- Anfangsgründe der Erdbeschreibung: zum Nuzen junger Kinder vorzügl. eingerichtet. Treuttel, 1790. (Titel der Ausgabe 1761 in deutscher Sprache)
- Les loix, us et coutumes de la Souverainete de Neuchatel et Valangin. D’apres le manuscrit meme de l’Auteur. Chez Samuel Fauche père & fils, Imprimeurs & Libraires du Roi, Neuchatel 1785.